# Weidelbach (Haiger)
Weidelbach ist ein Stadtteil der Stadt Haiger im mittelhessischen Lahn-Dill-Kreis.

## Geografie
Weidelbach liegt am östlichen Rand des Westerwaldes im Dreiländereck Hessen, Nordrhein-Westfalen und Rheinland-Pfalz. Unmittelbar östlich des Ortes liegt der 560 m hohe Eibertshain, südlich erhebt sich der Gebirgszug der Struth (561 m), nördlich der Barmberg (554 m) und westlich der Bolzenberg.
Durch Weidelbach führt die Straße von Haiger nach Dietzhölztal. Es besteht eine Busverbindung nach Haiger und Dillenburg.

## Geschichte

### Ortsgeschichte
Der Ort ist seit der Jungsteinzeit besiedelt. Die erste urkundliche Erwähnung erfolgte bekanntermaßen am 19. Januar 1281. Die Namensgebung erfolgte wohl nach dem Weidenbaumbestand des örtlichen Baches. Weidelbach entwickelte sich als typisches Haubergsdorf. Im 16. Jahrhundert hielt hier die Reformation Einzug. Politisch gehörte der Ort zum Fürsten- und späteren Herzogtum Nassau. Seit Anfang des 20. Jahrhunderts blüht im Ort die Gartenmöbelindustrie als wichtigster Wirtschaftszweig neben der traditionellen Landwirtschaft.
Ehemalige Bergwerke
Siehe Liste von Bergwerken in Haiger
Hessische Gebietsreform (1970–1977)
Im Zuge der Gebietsreform in Hessen wurde die bis dahin selbständige Gemeinde Weidelbach am 1. Januar 1977 durch das Gesetz zur Neugliederung des Dillkreises, der Landkreise Gießen und Wetzlar und der Stadt Gießen in die Stadt Haiger eingegliedert. Ein Ortsbezirk nach der Hessischen Gemeindeordnung wurde für Weidelbach nicht errichtet.

### Verwaltungsgeschichte im Überblick
Die folgende Liste zeigt die Herrschaftsgebiete und Staaten, in denen Weidelbach lag, bzw. die Verwaltungseinheiten, denen es unterstand:
- vor 1739: Heiliges Römisches Reich, Grafschaft/Fürstentum Nassau-Dillenburg, Amt Dillenburg mit Gericht Ebersbach
- ab 1739: Heiliges Römisches Reich, Fürstentum Nassau-Diez, Amt Dillenburg mit Gericht Ebersbach
- 1806–1813: Großherzogtum Berg, Département Sieg, Arrondissement Dillenburg, Kanton Dillenburg
- 1813–1815: Fürstentum Nassau-Oranien, Amt Dillenburg mit Gericht Ebersbach
- ab 1816: Herzogtum Nassau[Anm. 1], Amt Dillenburg
- ab 1849: Herzogtum Nassau, Kreisamt Herborn[Anm. 2]
- ab 1854: Herzogtum Nassau, Amt Dillenburg
- ab 1867: Norddeutscher Bund[Anm. 3], Königreich Preußen, Provinz Hessen-Nassau, Regierungsbezirk Wiesbaden, Dillkreis[Anm. 4]
- ab 1871: Deutsches Reich, Königreich Preußen, Provinz Hessen-Nassau, Regierungsbezirk Wiesbaden, Dillkreis
- ab 1918: Deutsches Reich, Freistaat Preußen, Provinz Hessen-Nassau, Regierungsbezirk Wiesbaden, Dillkreis
- ab 1932: Deutsches Reich, Freistaat Preußen, Provinz Hessen-Nassau, Regierungsbezirk Wiesbaden, Landkreis Dillenburg
- ab 1933: Deutsches Reich, Freistaat Preußen, Provinz Hessen-Nassau, Regierungsbezirk Wiesbaden, Dillkreis
- ab 1944: Deutsches Reich, Freistaat Preußen, Provinz Nassau, Dillkreis
- ab 1945: Amerikanische Besatzungszone, Groß-Hessen, Regierungsbezirk Wiesbaden, Dillkreis
- ab 1946: Amerikanische Besatzungszone, Hessen, Regierungsbezirk Wiesbaden, Dillkreis
- ab 1949: Bundesrepublik Deutschland, Hessen, Regierungsbezirk Wiesbaden, Dillkreis
- ab 1968: Bundesrepublik Deutschland, Land Hessen, Regierungsbezirk Darmstadt, Dillkreis
- ab 1977: Bundesrepublik Deutschland, Land Hessen, Regierungsbezirk Darmstadt, Lahn-Dill-Kreis[Anm. 5]
- ab 1981: Bundesrepublik Deutschland, Land Hessen, Regierungsbezirk Gießen, Lahn-Dill-Kreis. Stadt Haiger

### Bevölkerung
Einwohnerstruktur 2011
Nach den Erhebungen des Zensus 2011 lebten am Stichtag, dem 9. Mai 2011, in Weidelbach 705 Einwohner. Darunter waren 18 (2,6 %) Ausländer.
Nach dem Lebensalter waren 132 Einwohner unter 18 Jahren, 294 zwischen 18 und 49, 138 zwischen 50 und 64 und 141 Einwohner waren älter.
Die Einwohner lebten in 279 Haushalten. Davon waren 78 Singlehaushalte, 66 Paare ohne Kinder und 108 Paare mit Kindern, sowie 27 Alleinerziehende und 3 Wohngemeinschaften. In 60 Haushalten lebten ausschließlich Senioren, und in 174 Haushaltungen lebten keine Senioren.
Einwohnerentwicklung
| Weidelbach: Einwohnerzahlen von 1834 bis 2017 | Weidelbach: Einwohnerzahlen von 1834 bis 2017 | Weidelbach: Einwohnerzahlen von 1834 bis 2017 | Weidelbach: Einwohnerzahlen von 1834 bis 2017 | Weidelbach: Einwohnerzahlen von 1834 bis 2017 |
| --- | --------------------------------------------- | --------------------------------------------- | --------------------------------------------- | --------------------------------------------- |
| Jahr |                                               |                                               |                                               | Einwohner                                     |
| 1834 | 1834                                          |                                               | 320                                           | 320                                           |
| 1840 | 1840                                          |                                               | 338                                           | 338                                           |
| 1846 | 1846                                          |                                               | 320                                           | 320                                           |
| 1852 | 1852                                          |                                               | 352                                           | 352                                           |
| 1858 | 1858                                          |                                               | 341                                           | 341                                           |
| 1864 | 1864                                          |                                               | 331                                           | 331                                           |
| 1871 | 1871                                          |                                               | 313                                           | 313                                           |
| 1875 | 1875                                          |                                               | 281                                           | 281                                           |
| 1885 | 1885                                          |                                               | 307                                           | 307                                           |
| 1895 | 1895                                          |                                               | 322                                           | 322                                           |
| 1905 | 1905                                          |                                               | 345                                           | 345                                           |
| 1910 | 1910                                          |                                               | 362                                           | 362                                           |
| 1925 | 1925                                          |                                               | 435                                           | 435                                           |
| 1939 | 1939                                          |                                               | 486                                           | 486                                           |
| 1946 | 1946                                          |                                               | 577                                           | 577                                           |
| 1950 | 1950                                          |                                               | 588                                           | 588                                           |
| 1956 | 1956                                          |                                               | 545                                           | 545                                           |
| 1961 | 1961                                          |                                               | 551                                           | 551                                           |
| 1967 | 1967                                          |                                               | 606                                           | 606                                           |
| 1970 | 1970                                          |                                               | 658                                           | 658                                           |
| 1980 | 1980                                          |                                               | ?                                             | ?                                             |
| 1990 | 1990                                          |                                               | ?                                             | ?                                             |
| 2000 | 2000                                          |                                               | 737                                           | 737                                           |
| 2005 | 2005                                          |                                               | 723                                           | 723                                           |
| 2011 | 2011                                          |                                               | 705                                           | 705                                           |
| 2017 | 2017                                          |                                               | 666                                           | 666                                           |
| Datenquelle: Historisches Gemeindeverzeichnis für Hessen: Die Bevölkerung der Gemeinden 1834 bis 1967. Wiesbaden: Hessisches Statistisches Landesamt, 1968. Weitere Quellen: LAGIS; nach 1970: Stadt Haiger Zensus 2011 |                                               |                                               |                                               |                                               |

Zum Stichtag 31. Dezember 2013 waren von 710 Einwohnern 677 mit Hauptwohnsitz in Weidelbach gemeldet. 675 hatten die deutsche Staatsangehörigkeit. Im Geschlechterverhältnis teilt sich in 368 männliche und 342 weibliche Einwohner. Die Einwohner sind überwiegend evangelisch.
Religionszugehörigkeit
| • 1885: | 301 evangelische (= 98,05 %) Christen, ein katholischer (= 0,33 %) Christ und fünf (= 1,63 %) Christen anderer Konfessionen |
| • 1961: | 528 evangelische (= 95,83 %) und 22 katholische (= 3,99 %) Einwohner                                                        |
| • 2005: | 414 evangelische (= 56,17 %), 75 katholische (= 10,18 %) und 138 sonstige (= 18,72 %) Einwohner                             |
| • 2017: | 440 evangelische (= 66,07 %), 43 katholische (= 6,46 %) und 183 sonstige (= 27,48 %) Einwohner                              |

## Kultur und Sehenswürdigkeiten

### Regelmäßige Veranstaltungen
In Weidelbach wird jährlich Hauberg gemacht. Wie auch in den anderen Dörfern des Roßbachtals gibt es eine Haubergsgenossenschaft. Die rechtliche Grundlage der Haubergsarbeit geht auf die „Haubergordnung für den Dillkreis und den Oberwesterwaldkreis vom 4. Juni 1887“ zurück. Darin heißt es: „Hauberge im Sinne dieses Gesetzes sind die Grundstücke in den Gemarkungen Dillbrecht, Fellerdilln, Ober- und Niederroßbach, Bergebersbach, Eibelshausen, Mandeln, Offdilln, Rittershausen, Steinbrücken, Straßebersbach, Weidelbach und Korb, welche gegenwärtig zu Haubergsverbänden gehören.“

### Bauwerke
Evangelische Ortskirche

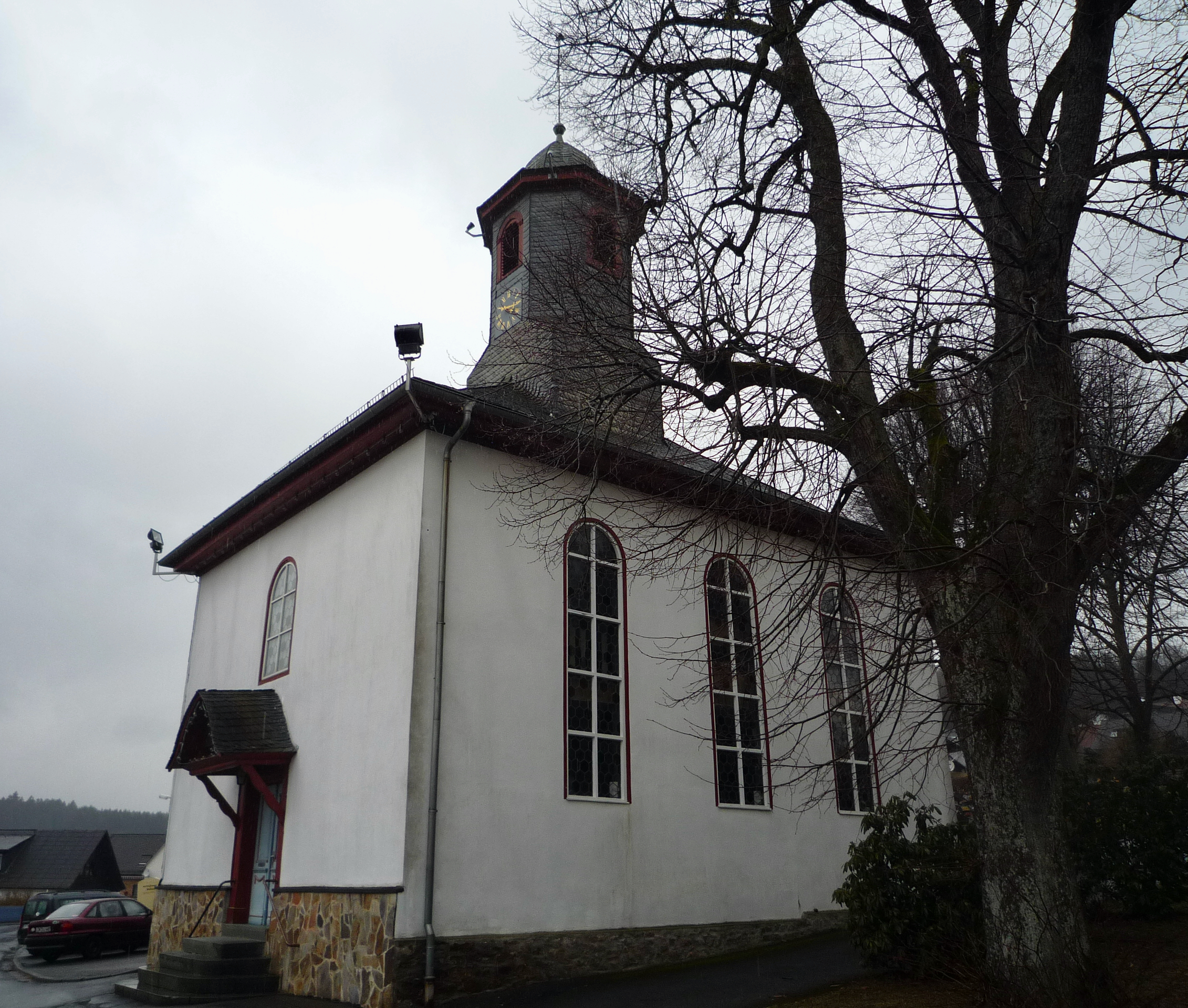
Evangelische Kirche Weidelbach

Die evangelische Kirche wurde im Jahr 1817 gebaut, nachdem die alte, im Ortskern befindliche Kapelle wegen Baufälligkeit abgerissen werden musste. Der Fachwerkbau ist von der Grundfläche annähernd quadratisch. Die Wetterseite ist verschiefert, der Rest des Gebäudes verputzt. Auf dem Walmdach sitzt mittig ein Dachreiter, in dem die Glocke untergebracht ist.
Im Zuge der letzten Renovierung im Jahre 1993 wurde der alte Bruchsteinsockel freigelegt und auf der Straßenseite entsprechend ergänzt. Das Innere der Kirche wurde bei dieser Renovierung in seine ursprüngliche historische Farbfassung zurückversetzt. Besonders zu erwähnen sind die kunstvolle Kanzelkrone, der Altar und die zahlreichen Gemälde auf der Emporen- und Altarraumbrüstung: Blumenschmuck, die vier Evangelisten sowie Christusdarstellung und Taufe Christi. In zwei großen Stuckkreisen an der Decke sowie in der Voute auf Kanzelwand und Seitenwänden befinden sich jeweils Engelsbilder.
Auf der Stirnempore steht seit dem Umbau 1993 die neue Orgel der Firma Förster & Nicolaus aus Lich, Hessen, mit 5 Manual- und einem Pedalregister.
„Bewahre deinen Fuß, wenn du zum Hause Gottes gehest und komme, dass du hörest ihn – Herr ich habe lieb die Stätte deines Hauses und den Ort, da deine Ehre wohnt“ – Spruch über dem Eingang der Kirche.
Fachwerkhäuser aus dem 17. und 18. Jahrhundert
- Scheune in der Trinkenbach aus dem 18. Jahrhundert, Kulturdenkmal
- Einhausgehöft in der Weidelbacher Straße 4, Kulturdenkmal, Scheune mit später datierten Anbauten, Inschriften im Gebälk
- Kleine Hofanlage Weidelbacher Straße 10, Kulturdenkmal, Fachwerkstrukturen wie Feuerböcke, Mannformen und gedrehte Säulen die dazugehörige Scheune ist datiert 1671
- verschieferter Fachwerkbau Weidelbacher Straße 17/ Quingel, Kulturdenkmal
- Fachwerkhaus Weidelbacher Straße 26, Kulturdenkmal, besonders reich verziertes Fachwerk
- Fachwerkhaus Weidelbacher Straße 30, Kulturdenkmal, Fachwerk mit Feuerböcken, Schuppenbändern, Säule
- Fachwerkhaus Weidelbacher Straße 40, Kulturdenkmal
- Fachwerkhaus Weidelbacher Straße 43, Kulturdenkmal, Inschrift im Gebälk: ICH HAB DURCH GOTTES MACHT DIES HAUS AUF DIESEN PLATZ GEBRACHT KAN DER NEIDER DAS NIT SEHEN SO MUS DOCH GOTTES WIL GESCHEHEN B. H. W. H. H. 1732
- Fachwerkhaus Zum Rollhof 3, Kulturdenkmal
- Fachwerkhaus (längsgeteiltes Einhaus) Zum Rollhof 8, Kulturdenkmal, Dach- und Kehlbalken mit Klötzchenfries

Weitere Bauwerke
- Dorfgemeinschaftshaus mit Brunnenanlage
- Überdachtes Ehrenmal
- Erdchesplatz

### Naturdenkmäler
- Weidelbacher Moor

## Wirtschaft und Infrastruktur

### Wirtschaftsstruktur
Im Ort dominieren mittelständische Kleinbetriebe. Neben der Landwirtschaft sind eine Bauunternehmung, mehrere Metallwarenfabrikation, Handwerksbetriebe Logistikdienstleister, Pflegedienst und ein Ladengeschäfte vertreten. Im Jahr 2020 beendete der letzte Betrieb der Gartenmöbelherstellung seine Produktion. Damit wurde das Kapitel Gartenmöbelherstellung, welches jahrzehntelang das Bild in Weidelbach prägte geschlossen.

### Öffentliche Einrichtungen
Es existiert eine VdK-Ortsgruppe und ein Kindergarten der evangelischen Gemeinde.